# Ligne Paasikivi-Kekkonen

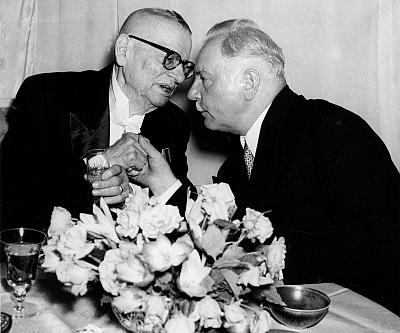
J.K. Paasikivi et Kliment Voroshilov.

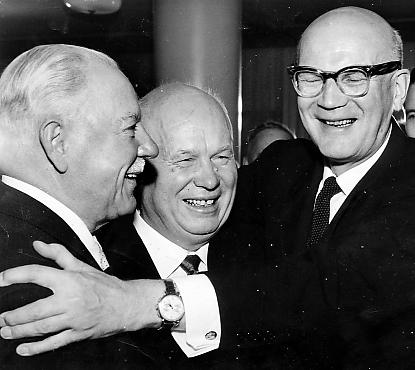
Kliment Voroshilov, Nikita Khrouchtchev et Urho Kekkonen en réunion à Moscou en novembre 1960.

La ligne Paasikivi-Kekkonen (finnois : Paasikiven–Kekkosen linja) était une doctrine de politique étrangère établie par le président finlandais Juho Kusti Paasikivi et poursuivie par son successeur Urho Kekkonen, visant à la survie de la Finlande en tant que pays démocratique souverain, à proximité immédiate de l'Union soviétique.

## Contexte

### Traité finlando-soviétique
En février 1947, la Finlande et l'Union soviétique ont signé le Traité de paix de Paris , qui en plus des concessions du Traité de paix de Moscou contenait:
- Limitation de la taille des Forces de défense finlandaises,
- Cession à l'Union soviétique la région de Petsamo sur la côte arctique,
- Bail de la péninsule de Porkkala à l'URSS pour utilisation comme base navale pendant 50 ans (elle sera restituée plus tôt que prévu en 1956),
- Accès gratuit en transit à cette zone à travers le territoire finlandais,
- Les réparations de guerre à l'Union soviétique fixées à 300 millions de dollars d'or (d'un montant estimé à 570 millions de dollars américains en 1952, l'année où les paiements ont pris fin).

### Origines
L'expression « ligne Paasikivi–Kekkonen » a été introduite par Arvo Korsimo, le secrétaire du parti Maalaisliitto, et par l'influenceur politique Kustaa Vilkuna, après que l'Union soviétique a annoncé le retour de la zone de Porkkala à la Finlande en 1955.
Le terme est apparu dans la presse pour la première fois dans Maakansa, l'organe du Maalaisliitto, dans son numéro du 18 septembre 1955 concernant le retour de Porkkala sous le titre « La victoire de la ligne de politique étrangère Paasikivi-Kekkonen ».

## Évolution doctrinale
Le principal artisan de la politique étrangère de la neutralité d'après-guerre sera Juho Kusti Paasikivi, qui fut président de 1946 à 1956.
Urho Kekkonen, président de 1956 à 1982, a développé cette politique, soulignant que la Finlande devrait être un pays neutre actif plutôt que passif.

### Ligne Paasikivi
Juho Kusti Paasikivi décrit sa propre vision de la politique étrangère dans son journal du 2 août 1944 comme suit :
« J'ai décrit  à Svensson, entre-autres, mon programme de politique étrangère soit:

- a) Le problème de politique étrangère de la Finlande est la Russie et nos relations avec elle. Tous les autres sont politiquement secondaires.
- b) Bonnes et amicales relations avec la Russie soviétique.
- c) Éviter les conflits.
- d) La Finlande doit éviter les politiques anti-russes et hostiles à la Russie. La politique étrangère de la Finlande ne doit pas être anti-russe ou hostile à la Russie.
- e) Nous devons nous y efforcer, malgré les déceptions que nous avons eues et que nous pouvons éprouver. »

La sauvegarde de l'indépendance de la Finlande était essentielle pour le président  Paasikivi, et dans les conditions d'après-guerre, il considérait que cela exigeait certaines concessions à l'Union soviétique, mais il était réticent aux concessions et essaya de les garder minimales.

### Ligne Kekkonen et ligne Paasikivi
En 1963, Otto Wille Kuusinen, le chef du Parti communiste de l'Union soviétique (NKP), expliqua à la direction du Parti communiste finlandais (SKP) que le NKP soutenait Urho Kekkonen, même aux dépens du SKP, parce que la ligne de Paasikivi n'était « que relations pacifiques fondées sur la nécessité », mais la ligne de Kekkonen apportait « un atout précieux à la théorie révolutionnaire, parce que pour la première fois un parti paysan dans un pays capitaliste, en coopération avec le camp socialiste, avait fait avancer le développement d'une manière qui autrement ont exigé un mouvement ouvrier fort et une mobilisation de masse ».
Entre amis, Otto Wille Kuusinen lui-même n'a jamais utilisé ce terme de relations publiques ligne Paasikivi-Kekkonen .

### La finlandisation
En 1970, le Président du Conseil des ministres de la Russie Alexis Kossyguine a critiqué la Finlande pour avoir annoncé sa neutralité, qu'il a interprétée comme une tentative de minimiser la ligne Paasikivi-Kekkonen et le Traité YYA.
Selon le communiqué publié à l'occasion de la visite officielle du Premier ministre Ahti Karjalainen à Moscou au printemps 1971, la base de la politique étrangère de la Finlande était la ligne Paasikivi-Kekkonen, qui était basée sur le Traité YYA.
Cela comprenait la poursuite par la Finlande d'une politique pacifique de neutralité.
En 1978, le Parti de la coalition nationale a décidé que seuls ceux qui annonçaient publiquement leur soutien à la ligne Paasikivi-Kekkonen seraient éligibles pour devenir les candidats du parti aux Élections législatives finlandaises de 1979.
L'objectif était d'améliorer les positions de négociation du parti de la coalition nationale  lors de la formation du gouvernement post-électoral.
En décembre 1981, la société Paasikivi a organisé un événement de débats sur la politique étrangère pour les candidats à l'Élection présidentielle finlandaise de 1982, où tous les candidats ont souligné que la Finlande devait continuer à suivre la ligne Paasikivi-Kekkonen.
Le journaliste Hannu Savola a caractérisé le caractère inattendu du débat, déclarant qu'il aurait pu publié la nouvelle sans participer à l'évènement.
Le collègue de Hannu Savola, Aarno Laitinen, a quant à lui commenté la discussion, affirmant que la politique étrangère de la Finlande est devenue une liturgie monotone.
Selon Aarno Laitinen, la politique étrangère était devenue la religion d'État de la Finlande, dont le noyau était la "sainte trinité" formée par la lignée Paasikivi-Kekkonen (« Le Père et le Fils... ») et le Traité YYA (« et au nom de l'Esprit Saint »).

### Période de Koivisto
Mauno Koivisto a été élu successeur d'Urho Kekkonen à la président de la république de Finlande en 1982.
Dans son discours d'investiture au parlement, Mauno Koivisto a défini sa tâche la plus importante celle de s'assurer que la ligne construite et indiquée par Paasikivi et Kekkonen soit suivie sans compromis.
Avant l'élection présidentielle, en particulier la ligne K (fi) du Parti du centre et les communistes, c'est-à-dire les Taistolaiset (fi), avaient critiqué Mauno Koivisto pour ses mauvaises relations avec l'URSS.
Afin de montrer que les doutes sur sa ligne de politique étrangère n'étaient pas fondés, Déjà au début de son mandat, Mauno Koivisto a proposé à l'Union soviétique de prolonger la période de validité du traité YYA.
La raison de la précipitation de Mauno Koivisto était, d'une part, le fait qu'il y avait eu des initiatives en Finlande pour renoncer aux obligations militaires du traité, d'autre part, la crainte que la nouvelle situation politique internationale ne donne à l'Union soviétique une raison de demander des "consultations" à la Finlande, similaires à la crise des notes de 1961 (fi).
L'été 1983, dans le cadre de la visite officielle de Mauno Koivisto à Moscou, le traité YYA a été prolongé de 20 ans.
Les journalistes Antti Blåfield et Pekka Vuoristo ont écrit en 1982 qu'à mesure que les relations entre les superpuissances devenaient plus étroites, il fallait trouver une troisième voie différente des groupements de superpuissances, et qu'« au printemps 1982, il y avait toutes les chances qu'une ligne Paasikivi-Kekkonen-Koivisto existerait dans les années 1990 ».

## Critiques et abandon de la doctrine

### Critiques
Les Finlandais ont souvent critiqué la doctrine Paasikivi-Kekkonen comme tendant vers une « liturgie » de bonnes relations.
Les deux pays étaient préparés militairement.
Cependant, le commerce bilatéral était florissant.
De plus, la politique était fortement liée à la personne du président Urho Kekkonen, qui a par conséquent exploité sa position de « garant des relations soviétiques » contre ses opposants politiques.
La censure pure et simple, officielle et non officielle, était employée pour les films et autres œuvres considérées comme explicitement anti-soviétiques, telles que Un crime dans la tête ou L'Archipel du Goulag , bien que les libertés politiques n'aient pas été autrement limitées de manière coercitive.
Par la suite, la critique a porté notamment sur les points suivants :
- L'Union soviétique ne considérait pas la Finlande comme un pays neutre, mais « s'efforçant d'être neutre ». Bien que la Président Kekkonen ait largement réussi à conserver la souveraineté sur les affaires intérieures en Finlande, la position de la Finlande sur les affaires internationales, telles que l'invasion de la Tchécoslovaquie par le pacte de Varsovie, était souvent ambiguë ou favorable à l'Union soviétique. Le détournement d'un avion de ligne soviétique en 1977 en est un autre exemple. L'influence indue de l'ambassadeur soviétique intervenant dans une réunion gouvernementale pour faire des demandes, montre que le gouvernement finlandais avait du mal à repousser l'ingérence soviétique[14]. L'Union soviétique avait une mission diplomatique inhabituellement importante en Finlande, et Urho Kekkonen communiquait avec l'Union soviétique par l'intermédiaire du chef de poste du KGB plutôt que par les canaux diplomatiques réguliers. Les Soviétiques sont intervenus dans la politique finlandaise de diverses manières, par exemple par l'intermédiaire du Parti communiste de Finlande[15] et par des contacts favorables aux Soviétiques dans d'autres partis (par exemple K-linja au Parti du centre).

- L'armée soviétique a gardé une unité distincte prête à envahir Helsinki depuis Tallinn en cas de guerre[16]. Les plans, qui étaient entièrement à jour, seront abandonnés lors du retrait des troupes soviétiques d'Estonie après que l'Estonie a restauré son indépendance en 1991.

- La ligne politique était peu appréciée en Occident. Politique étrangère occidentale Les acteurs et le personnel militaire n'étaient pas au courant de la ligne politique ou pensaient qu'il s'agissait d'un échec. Ainsi des officiers militaires britanniques avaient demandé combien de troupes soviétiques se trouvaient en Finlande[14].

- Il y avait une coopération secrète entre le gouvernement finlandais et les agences de renseignement occidentales. La CIA pourrait financer le Parti social-démocrate anticommuniste, un parti majeur, souvent à la tête du gouvernement, bien qu'il soit progressivement devenu inhabituellement pro-soviétique à partir de la fin des années 1960, de nombreux radicaux de gauche occupant des postes influents parmi d'autres partis de ce type. Il y avait aussi une coopération militaire en matière de renseignement, permettant par exemple aux vols ROEM de sonder le réseau radar soviétique et de fournir des données sismiques pour détecter les essais nucléaires soviétiques[17].

### Du neutralisme à l'adhésion à l'OTAN
L'historien Jukka Tarkka a interprété que la Finlande s'est détachée de la ligne de politique étrangère Paasikivi-Kekkonen en 1992 avec l'acquisition d'avions de combat F-18 Hornet.
Selon lui, la Finlande a créé une relation militaire directe avec les États-Unis en contournant l'alliance militaire de l'OTAN.
Le journaliste Unto Hämäläinen a estimé en 2014 que la Finlande avait finalement abandonné la ligne Paasikivi-Kekkonen en lien avec l'occupation russe de la Crimée.
Selon Unto Hämäläinen, la crise qui en a résulté a forcé la Finlande à choisir son camp entre l'Est et l'Ouest.
La Finlande s'est tournée vers un multilatéralisme plus ouvert et dynamique, au service de l’intégration à l'Union européenne, que la Finlande a rejointe le 1er janvier 1995,.
L'invasion de l'Ukraine par la Russie commencée le 24 février 2022 entraîne l'adhésion de la Finlande à l'OTAN le 4 avril 2023,.